# Centropogon aurostellatus
Centropogon aurostellatus är en klockväxtart som beskrevs av Franz Elfried Wimmer. Centropogon aurostellatus ingår i släktet Centropogon och familjen klockväxter. Inga underarter finns listade i Catalogue of Life.